# Habrolampis nemorensis
Habrolampis nemorensis är en insektsart som först beskrevs av Marius Descamps 1978.  Habrolampis nemorensis ingår i släktet Habrolampis och familjen Romaleidae. Inga underarter finns listade i Catalogue of Life.